# Léonard De Cuyper
Pour les articles homonymes, voir De Cuyper.
Léonard De Cuyper, né à Anvers le 1er janvier 1813 et mort à Anvers le 18 février 1870, est un sculpteur belge.

## Biographie

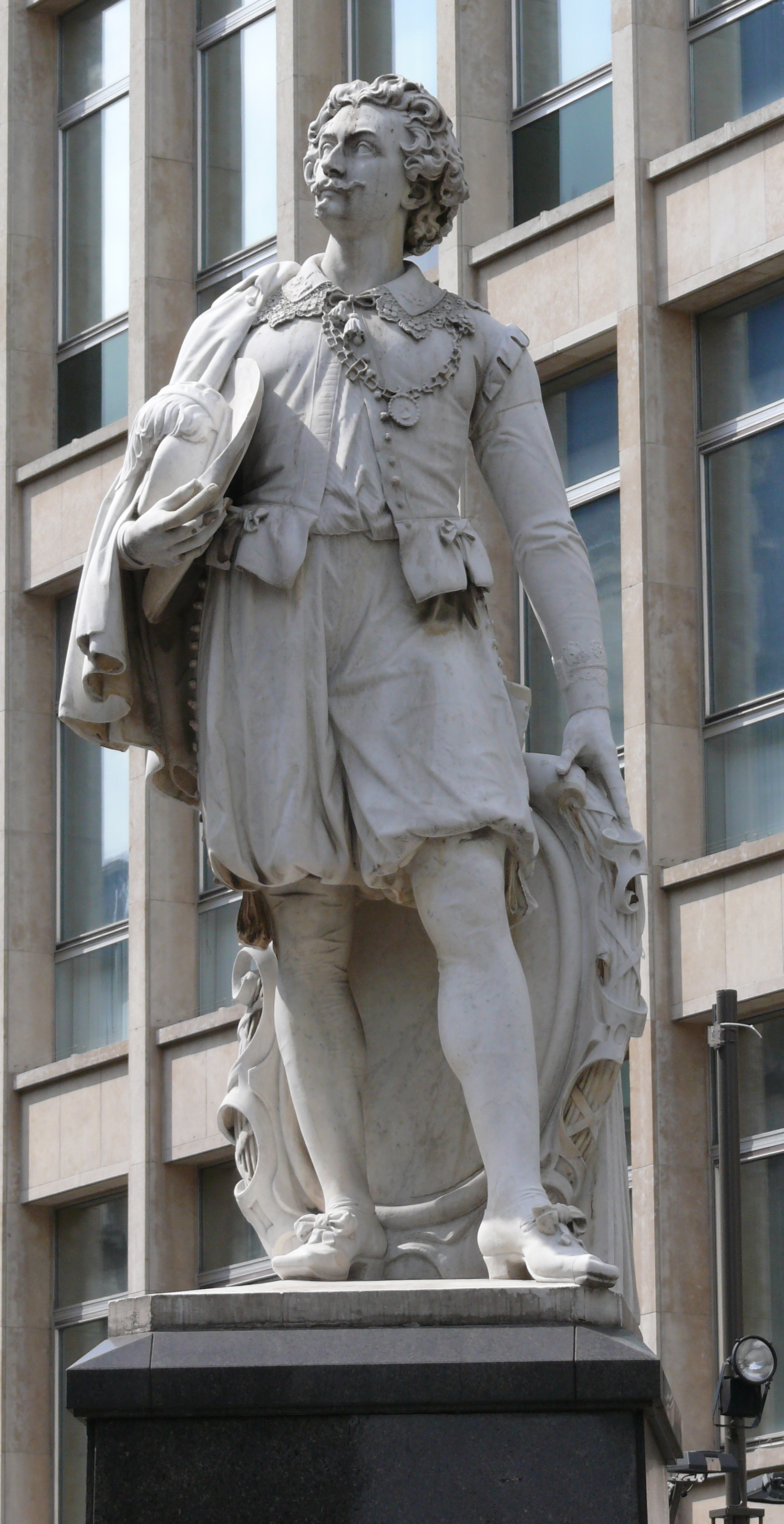
Antoine van Dyck, Anvers

Léonard De Cuyper, le plus jeune frère de trois sculpteurs, est né à Anvers le 1er janvier 1813. Il était l'élève de son frère Jean-Baptiste De Cuyper. Il poursuit ses études à l'Académie d'Anvers.
Le roi Guillaume II, grand amateur d'arts, se lie d'amitié avec Léonard de Cuyper et lui permet de faire, à ses frais, un tour d'Europe pour y faire des études : De Cuyper visite ainsi 142 villes d'Allemagne, de Suisse, de France et séjourne plusieurs années à Saint-Pétersbourg à la cour du tsar, en qualité de sculpteur de cour. Il a aussi vécu longtemps à La Haye.
Le 9 mai 1853, De Cuyper épouse Theresia Verberckt, qui lui donnera un enfant.
De retour en Belgique, il fait construire la résidence Cuypershof avec un studio indépendant dans le quartier de Klein-Antwerpen (nl) (la maison est démolie en 1928 et remplacée par un nouveau bâtiment, à l'emplacement de l'actuelle Résidence Isabelle). En 1854, le Kunstverbond est fondé sous la direction de De Cuyper, avant d'être plus tard renommé en Nederlandsch Kunstverbond, pour le distinguer du Cercle Artistique francophone.
On lui doit une statue en marbre blanc d'Antoine van Dyck à Anvers, dont l'inauguration a lieu le 18 août 1856 en présence du roi Léopold Ier, qui lui décerne la Croix de Chevalier de l'Ordre de Léopold.
On lui doit également une statue de Theodoor van Rijswijck (nl) (1864), toujours à Anvers, et une autre du général Carnot (inaugurée le 1er mai 1865) à Borgerhout,.
Il est enterré au cimetière de Berchem.